# Arvid Andersson (kötélhúzó)
Arvid Leander Andersson (Strängnäs, Södermanland megye, 1881. július 9. – Stockholm, 1956. augusztus 7.) olimpiai bajnok svéd kötélhúzó.
Az 1912. évi nyári olimpiai játékokon indult kötélhúzásban svéd színekben. A Stockholmi Rendőrség csapatában volt tag. Rajtuk kívül csak a brit csapat, a Londoni Rendőrség indult, így csak egy mérkőzés volt, amit ők nyertek.